# هرم بن قطبة
هرم بن قطبة هو هرم بن قطبة بن سنان بن عمرو الفزاري من بنو ذبيان، من قضاة العرب في الجاهلية. أسلم في عهد النبي عليه السلام وثبت في الردة. وكان حيا في خلافة عمر بن الخطاب وله معه حديث وكان من رجال العرب وخيارهم أورد ابن حجر العسقلاني ترجمته في كتابه الإصابة في تمييز الصحابة في (القسم الثالث: من أدرك النبي صلى الله عليه وسلم ولم يره) رقم (9051) رضي الله عنه.

## وصفه
كان من الخطباء البلغاء والحكام الرؤساء، كما يقول الجاحظ، وإذا حكم بين الخصمين أو المتنافرين، سجع في كلامه. وممن تنافر إليه في الجاهلية عامر بن الطفيل وعلقمة بن علاثة العامري. وهو الذي قال له لبيد بن ربيعة: ” يا هرم ابن الأكرمين منصبا إنك قد أوتيت حكما معجبا فطبق المفصل واغنم طيبا ”

## هرم وثباته على الإسلام
بعد موت النبي عليه السلام، ارتدت اغلب قبائل العرب عن الإسلام ومنهم قوم هرم وعلى رأسهم زعيمهم عيينة بن حصن الفزاري، ولما ارتد عيينة بن حصن نهاه هرم بن قطبة، وكان فيما قال له: ” اذكر عواقب البغي يوم الهباءة، ولجاج الرهان يوم قيس، وهزيمتك يوم الأحزاب ” ولم يقبل منه عيينة، ففارقه وقال فيه شعراً.

## القاضي والحكيم هرم
كان هرم بن قطبة يقضي بين العرب في الجاهلية وقد تنافر إليه عامر بن الطفيل وعلقمة بن علاثة فاستخفى منهما ذكر ذلك أبو عبيدة في كتاب الديباج وقال أسلم هرم بن قطبة وقال عمر في خلافته لمن كنت حاكما بينهما لو حكمت فقال أعفني فوالله لو أظهرت هذا لعادت الحكومة جذعة فقال صدقت والله وبهذا العقل أحكمت وقال الجاحظ في كتاب البيان أول ما رآه عمر أراد أن يكشفه يستثير ما عنده لأنه كان دميم الخلقة ملتفا في بت في ناحية البيت فلما أجابه بهذا الحديث أعجب به.

## تحاكم عامر وعلقمة اليه
منافرة علقمة بن علاثة العامري وعامر بن الطفيل العامري والتي حكم فيها هرم بن قطبة
وكان الرجلين من قبيلة واحدة، يلتقيان قريباً في النسب، فهما يلتقيان في جعفر بن كلاب بن عامر بن صعصعة، وإلى عامر بن صعصعة هذا ينسبان.
وكانت المنافرة بينهما على الشرف والمكانة الأدبية والاجتماعية في قومهما وفي العرب، وقد كان عامر بن الطفيل يتطلع إلى السيادة ليس في بني عامر وحسب، بل في العرب كلها، وعندما جاء الله بالإسلام أبى أن يسلم حتى يقتسم الزعامة مع رسول الله، وعرض على الرسول أن تكون له زعامة الوبر (أي البدو) ولرسول الله زعامة المدر (أي الحضر) !
يُروى أن علقمة بن علاثة خرج إلى جانب من الصحراء يبول، فمرّ به عامر، فقال له:
لم أرى كاليوم عورة رجلٍ أقبح ! .
فقال علقمة: أما والله ما تثب على جاراتها، ولا تنازل كناتها ! .
فقال عامر: وما أنت والقروم والله لفرسُ أبي «حنوة» أذكر من أبيك، ولفحل أبي «غيهب» أعظم ذِكراً منك في نجد.
قال علقمة: أما فرسكم فعارة، وأما فحلكم فغدرة. ولكن إن شئت نافرتك.
فقال عامر: قد شئت.
ثم إنهما تفاخرا:
قال عامر: والله إني لأكرم منك حسباً، وأثبت منك نسباً، وأطول منك قصباً.
قال علقمة: لأنا خير منك ليلاً ونهاراً.
قال عامر: لأنا أحب إلى نسائك من أصبح فيهن منك.
قال علقمة: على ماذا تنافرني يا عامر؟
قال عامر: أنافرك على أني أنحر منك للقاح، وخير منك في الصباح، وأطعم منك في السنة الشياح !
قال علقمة: أنت رجل تقاتل والناس يزعمون أني جبان، ولأن تلقى العدوّ وأنا أمامك، أعز لك من أن تلقاهم وأنا خلفك، وأنت جواد والناس يزعمون أني بخيل، ولست كذلك، ولكن أنافرك أني خير منك أثراً، وأحدُّ منك بصرا، وأعزُّ منك نفرا، وأبعد منك ذكرا.
قال عامر: ليس لبني الأحوص فضل على بني مالك في العدد، وبصري ناقص، وبصرك صحيح، ولكني أنافرك على أني أنشر منك أُمة (أكثر منك عدداً) وأطول منك قمة وأحسن منك لمة وأجعد منك جمة، وأبعد منك همة !
قال علقمة: أنت رجل جسيم، وأنا رجل قضيف (نحيف) وأنت جميل، وأنا قبيح، ولكني أنافرك بآبائي وأعمامي.
قال عامر: آباؤك أعمامي، ولم أكن لأنافرك بهم، ولكني أنافرك أني خير منك عقباً، وأطعم منك جدباً.
قال علقمة: قد علمت أن لك عقباً في العشيرة، وقد أطعمت طيباً، ولكني أنافرك أني خير منك، وأولى بالخيرات منك، وقد أكثرنا المراجعة منذ اليوم.
فقال عامر: والله لأنا أركب منك في الحماة، وأفتك منك للكماة، وخير منك للمولى والمولاة.
فقال علقمة: والله إني أعزُّ منك: إني لبرٌّ وأنت فاجر، وإني لوفيّ وإنك لغادر، ففيم تفاخرني يا عامر؟
قال عامر: والله إني لأنزل منك للقفرة، وأنحر منك للبكرة، وأطعم منك للهجرة، وأطعن منك للثغرة.
فقال علقمة: والله إنك لكليل البصر، نكد النظر، وثاب على جاراتك بالسَّحر.
وكان قد اجتمع إلى الرجلين أقوامهم، فقال بنو خالد بن جعفر وكانوا مع بني الاحوص بن جعفر على بني مالك بن جعفر: لن تطيق عامراً، ولكن قل له: أنافرك بخيرنا وأقربنا إلى الخيرات، وخذ عليه بالكبر .
فقال له علقمة بالذي اقترحوا عليه، فقال عامر: عنز وتيس، وتيس وعنز، نعم أنافرك على مئة من الإبل إلى مئة من الإبل، يعطاها الحكم، أينا نُفِّر عليه صاحبه أخرجها .
فاتفقوا على ذلك، ثم إنهم وضعوا وفاءً لذلك رُهناً من أبنائهم على يدي رجل من بني الوحيد، فسمي هذا الرجل بالضمين .
وخرج علقمة فيمن معه من بني خالد، وخرج عامر فيمن معه من بني مالك، وقد أتى عامر بن الطفيل عمه عامر بن مالك الملقب بملاعب الأسنة، وقال له: يا عماه، أعني، فقال له: يا بن أخي: سُبّني، فقال: لا أَسُبك وأنت عمي .
قال: فسُبَّ الأحوص .
قال عامر: ولا أسب والله الأحوص وهو عمي .
فقال : فكيف إذن أعينك ؟!
ثم قال له : ولكن دونك نعلي، فإني قد ربعت فيها (أي وأنا ألبسها) أربعين مرباعاً، فاستعن فيها في نفارك .
وكان ملاعب الأسنة سيد بني عامر بن صعصعة في زمانه، وكان السيد يأخذ ربع الغنيمة، إذا غزا قومه وغنموا .
واختار الجمعان أبا سفيان بن حرب حكماً، وقدموا عليه مكة، فأبى أن يقول فيهما شيئاً، وكره ذلك لمقام المتنافرين في أنفسهما ومقامهما في قومهما، وقال لهما : أنتما كركبتي البعير الأدرم (السمين) تقعان بالأرض معاً .
قالا : فأينا اليمين ؟
قال : كلاكما يمين، وأبى أن يقضي بينهما .
ثم إنهم تركوا أبا سفيان وذهبوا إلى عمرو بن هشام المخزومي الذي عرف في الإسلام بأبي جهل وكان سيداً في قريش، فأبى أن يحكم بينهما .
ثم إنهم أتوا عيينة بن حصن بن حذيفة الفزاري الذبياني، فأبى أن يحكم بينهما .
ثم أتوا غيلان بن سلمة بن معتب الثقفي بالطائف فردهما إلى حرملة بن الأشعر المري الذبياني، فردهما إلى هرم بن قطبة بن سنان الفزاري، فانطلقا حتى نزلا به .
واجتمع القوم إليه، فقال لهما هرم : لعمري لأحكمن بينكما، ثم لأفصلن، ثم لست أثق بواحد منكما، فأعطياني موثقاً أطمئن إليه أن ترضيا فيما أقول، وتسلما فيما أقضي، ثم أمرهما بالانصراف، ووعدهما هذا اليوم من السنة القابلة .
ولما بلغ الأجل خرجا إليه، فخرج علقمة في بني الأحوص، فلم يتخلف منهم أحد، معهم القباب والجُزر والقدور، ينحرون في كل منزل ويطعمون .
وسار عامر وبنو مالك على الخيل مجنبي الإبل وعليهم السلاح، فقال رجل من بنو غني : يا عامر ما صنعت ؟ أخرجت بني مالك تنافر بني الأحوص ومعهم القباب والجزر، وليس معك شيء تطعمه الناس ! ما أسوأ ما صنعت ! فقال عامر لرجلين من بني عمه : أحصيا كل شيء مع علقمة من قبة أو قدر أو لقحة . ففعلا. فقال عامر : يا بني مالك، إنها المقارعة عن أحسابكم، فاشخصوا بمثل ما شخصوا به، ففعلوا . وثار مع عامر لبيد بن ربيعة والأعشى (ولبيد ابن عم عامر بن الطفيل)، ومع علقمة الحطيئة وفتيان من بني الأحوص، منهم السندري بن يزيد بن شريح، ومروان بن سراقة بن قتادة بن عمرو بن الأحوص، وهم يرتجزون .
وأقام القوم عنده أياماً، وأرسل إلى عامر، فأتاه سراً ، لا يعلم به علقمة فقال : يا عامر ، قد كنت أرى لك رأياً ، وأن فيك خيراً ، وما حبستك هذه الأيام إلا لتنصرف عن صاحبك . أتنافر رجلاً لا تفخر أنت وقومك إلا بآبائه ؟ فما الذي أنت به خير منه ؟
قال عامر : أنشدكُ الله والرحم أن لا تفضل عليّ علقمة ، فو الله لئن فعلت لا أفلح بعدها أبداً . هذه ناصيتي فاجزُزها . واحتكم في مالي ، فإن كنت لا بد فاعلاً فسوّ بيني وبينه . قال : انصرف ، فسوف أرى رأيي . فخرج عامر وهو لا يشك أنه يُنفره عليه .
ثم أرسل إلى علقمة سراً ، لا يعلم به عامر ، فأتاه فقال : يا علقمة ، والله إن كنت لأحسب فيك خيراً ، وأن لك رأياً ، وما حبستك هذه الأيام إلا لتنصرف عن صاحبك . أتفاخر رجلاً هو ابن عمك في النسب ؟ وأبوه أبوك ، وهو مع هذا أعظم قومك غناء، وأحمدهم لقاء ؟ فما الذي أنت به خير منه ؟
فقال علقمة : أنشدك الله والرحم ألا تنفر علي عامراً . اجزز ناصيتي ، واحتكم في مالي ، وإن كنت لا بد أن تفعل فسوّ بيني وبينه . فقال : انصرف فسوف أرى رأيي . فخرج وهو لا يشك أنه سيفضل عليه عامراً .
ثم إن هرماً أرسل إلى بنيه وبني أبيه : إني قائل غداً بين هذين الرجلين مقالة ، فإذا فعلت فليطرد بعضكم عشر جزائر فلينحرها عن علقمة ، ويطرد بعضكم عشر جزائر ، فلينحرها عن عامر ، وفرقوا بين الناس ، لا تكون لهم جماعة .
وأصبح هرم ، فجلس مجلسه ، وأقبل الناس ، وأقبل علقمة وعامر حتى جلسا ، فقام لبيد فقال :
```
  وعامر أدنى لقيس نسبا
```

فقام هرم فقال : يا بني جعفر ، قد تحاكمتما عندي ، وأنتما كركبتي البعير الأدرم : تقعان إلى الأرض معاً، وليس فيكما أحد إلا وفيه ما ليس في صاحبه ، وكلاكما سيد كريم .
وعمد بنو هرم وبنو أخيه إلى تلك الجُزُر، فنحروها حيث أمرهم هرم عن علقمة عشراً ، وعن عامر عشراً ، وفرقوا الناس، فلم يفضل هرم واحداً منهما على صاحبه، وكره أن يفعل وهما ابنا عم ، فيجلب عليهما عداوة ، ويوقع بين الحيين شراً .
عاش هرم حتى أدرك خلافة عمر بن الخطاب رضي الله عنه ، فسأله عمر فقال : يا هرم ، أي الرجلين كنت مفضلاً لو فضلت ؟ فقال : لو قلت ذاك يا أمير المؤمنين لعادت جَذَعة، ولبلغت شِعاف هجر . فقال عمر : نِعم مستودع السر ومسند الأمر إليه أنت يا هرم ، مثل هذا فليسد العشيرة. وقال : إلى مثلك فليستبضع القوم أحكامهم .

## وفاته
- قال ابن الكلبي: حدثني أبي قال: عاش هرم حتى أدرك خلافة عمر بن الخطاب.